# قاب پایه
قاب پایه (تلفظ ‎/lid/‎ LEED) ساختار فلزی داخل یک بسته تراشه است که سیگنال‌ها را از دای به خارج منتقل می‌کند.

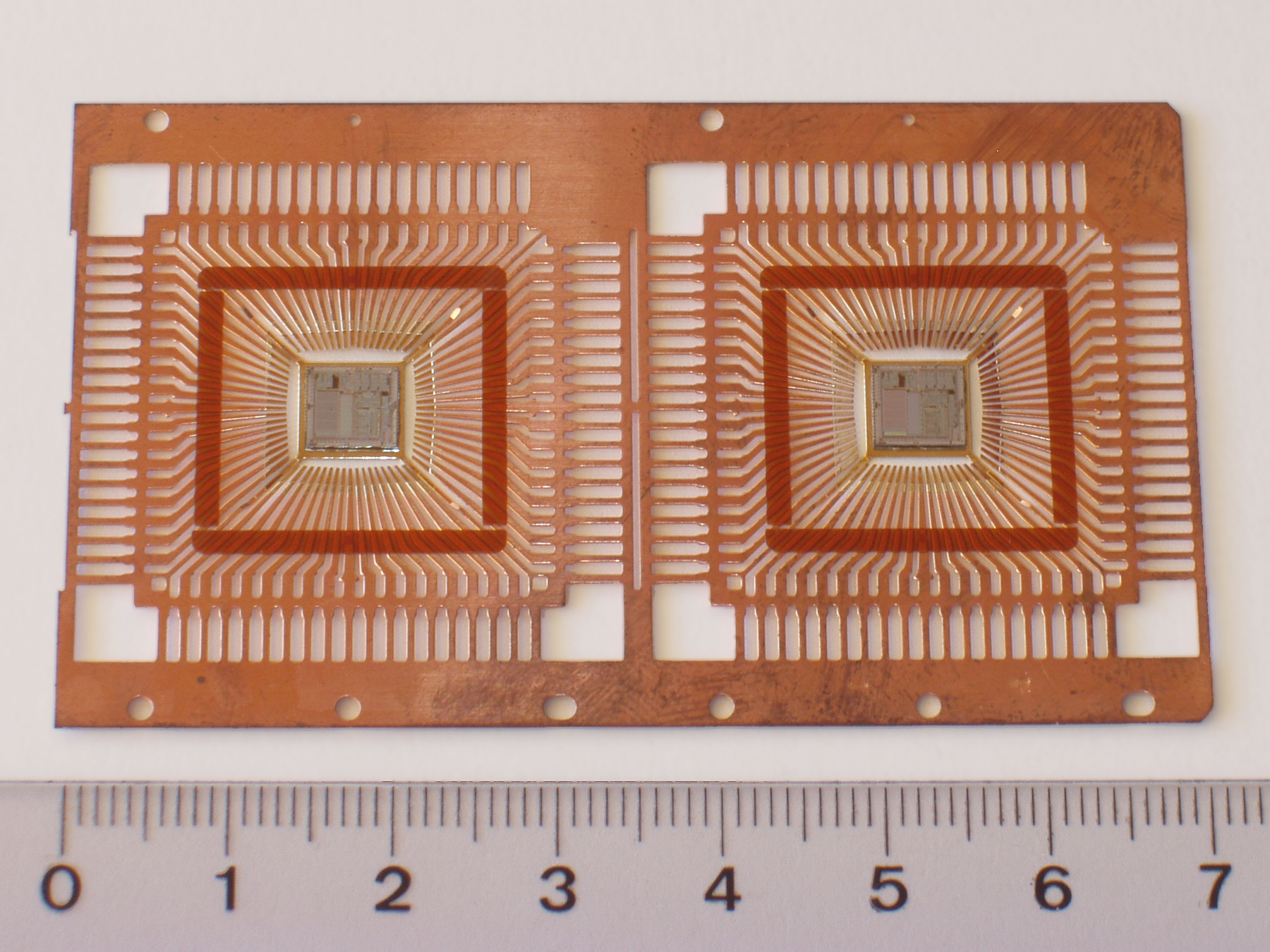
قاب پایه برای بسته QFP، قبل از پوشینه‌دارسازی

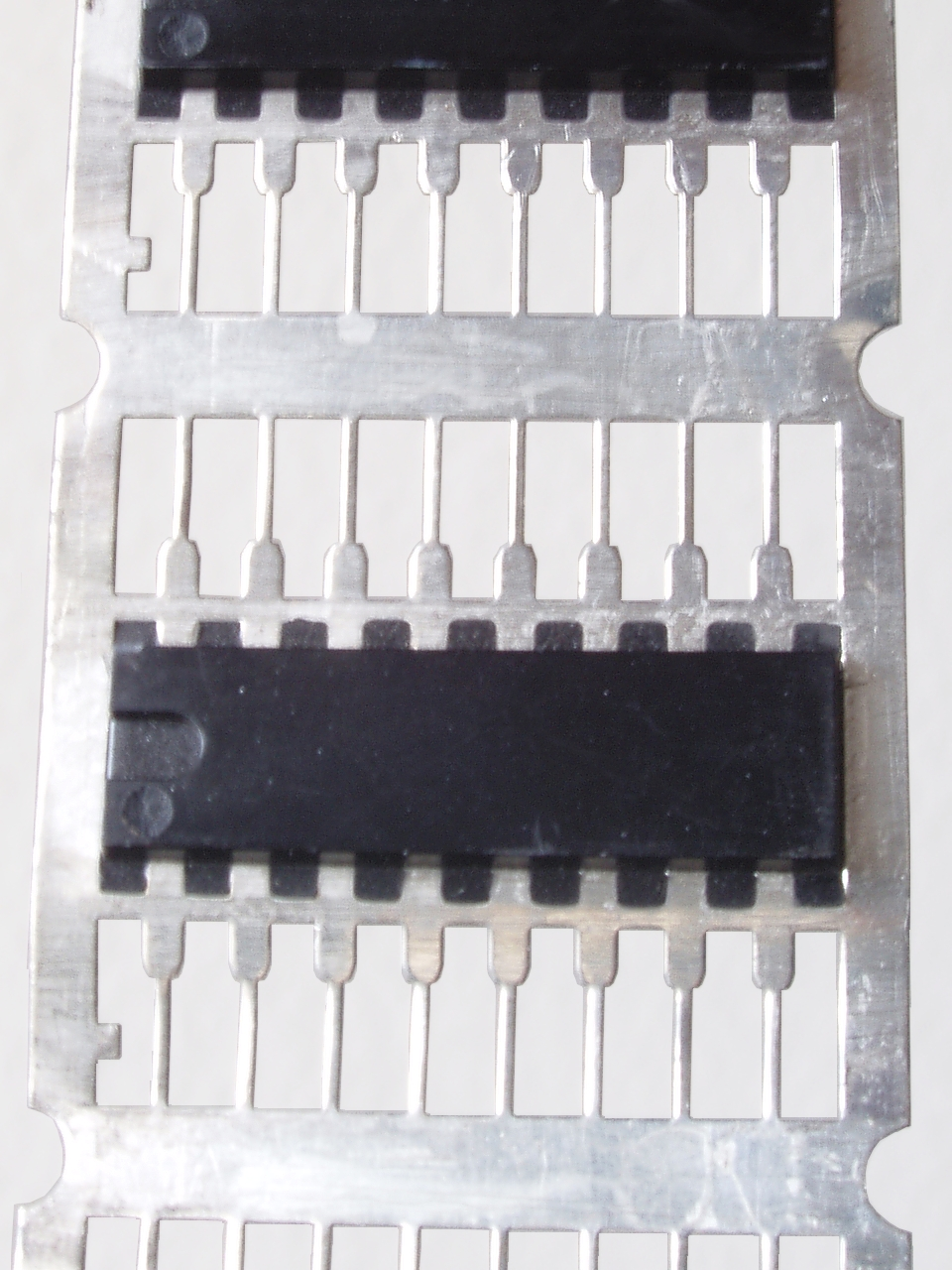
قاب پایه ۱۶ پین DIP، پس از پوشینه‌دارسازی و قبل از برش / جداسازی

قاب پایه از یک پد مرکزی تشکیل شده‌است، جایی که دای در آن قرار می‌گیرد، که توسط پایه‌ها احاطه شده‌است، رساناهای فلزی برجسته از دای به دنیای خارج منتهی می‌شوند. انتهای هر پایه که در نزدیک‌ترین نقطه به دای قرار دارد به یک پد بَندی ختم می‌شود. سیم‌های بَند کوچک دای را به هر پد بَند متصل می‌کند. اتصالات مکانیکی تمام این قسمت‌ها را در یک ساختار سفت و سخت ثابت می‌کند، که باعث می‌شود کل قاب پایه به‌طور خودکار کار کند.

## ساخت
قاب پایه‌های با برداشتن مواد از صفحه مسطح مس، آلیاژ مس یا آلیاژ آهن نیکل مانند آلیاژ ۴۲ ساخته می‌شوند. دو فرایند مورد استفاده برای این کار عبارتند از: زدایش (مناسب برای پایه‌هایی با چگالی بالا)، یا مُهرْزنی (مناسب برای چگالی کم پایه‌ها). فرایند خمش مکانیکی را می‌توان پس از هر دو تکنیک اعمال کرد.
دای به پد دای داخل قاب پایه چسبانده یا لحیم می‌شود و سپس سیم‌های بَند بین دای و پد بَندها متصل می‌شوند تا دای را به پایه‌ها متصل کنند. در فرآیندی به نام پوشیه‌دارسازی (به انگلیسی: encapsulation)، یک محفظه پلاستیکی در اطراف قاب پایه و دای قالب‌گیری می‌شود و تنها پایه‌ها را در معرض دید قرار می‌دهد. پایه‌ها در خارج از بدنه پلاستیکی و هر گونه ساختار نگهدارنده نمایان‌شده بریده می‌شوند. سپس پایه‌های خارجی به شکل دلخواه خم می‌شوند.

## موارد استفاده
در میان سایر موارد، قاب پایه‌ها برای تولید یک بسته بسته بدون-سر تخت چهارطرفه (QFN)، یک بسته تخت چهارطرفه (QFP) یا یک بسته بستهٔ ردیفی دوطرفه (DIP) استفاده می‌شود.